# Alexei Wladimirowitsch Klimow

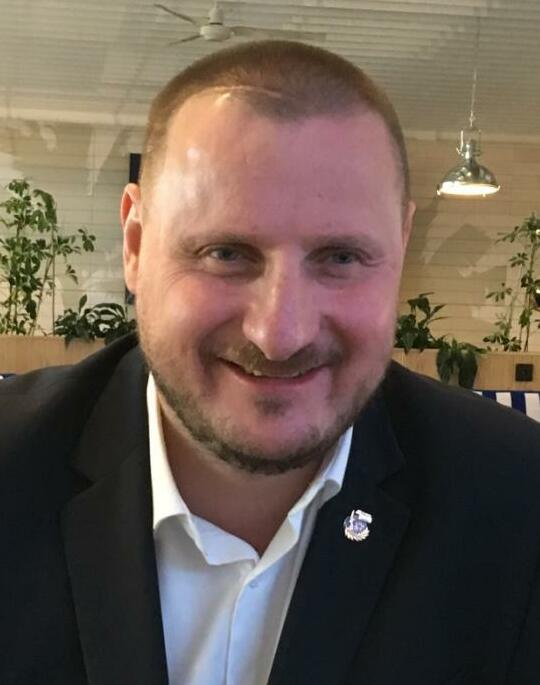
Alexei Klimow (2019)

Alexei Wladimirowitsch Klimow (russisch Алексей Владимирович Климов; * 17. August 1976 in Sima, Russische SFSR) ist ein russischer Politiker. Er war Abgeordneter der Legislativversammlung der Oblast Kaluga und ist Abgeordneter der Legislativversammlung der Stadt Sewastopol.

## Leben
Am 11. November 1994 wurde Klimow zum Wehrdienst eingezogen. Er wurde im Ersten Tschetschenienkrieg in einer Aufklärungskompanie eingesetzt. Am 25. März 1996 geriet er in einen Hinterhalt und erlitt eine schwere Kopfverletzung. Er wurde für tot gehalten und in einem Sarg nach Rostow gebracht. Bei der Öffnung des Sargs stellte sich jedoch heraus, dass er noch lebte. Durch die Verletzung war er erblindet. Am 7. Juni 1996 wurde er im Rang eines Sergeanten aus dem Militärdienst entlassen.
Dennoch wollte Klimow weiter für das Militär tätig sein. 1999 absolvierte er die Lehrgänge für Unterleutnante. Anschließend wurde er zum Leutnant befördert und diente im Militärkommissariat der Oblast Kaluga.
Er schloss 2005 ein Studium an der Fakultät für Organisationsmanagement des Humanitären Wirtschaftsinstituts Moskau ab. Im Jahr 2006 erhielt er ein Abschlusszertifikat in Grundlagen des russischen Parlamentarismus von der Russischen Akademie für Volkswirtschaft und Öffentlichen Dienst beim Präsidenten der Russischen Föderation. 2008 begann er ein Studium an der Allgemeinen Militärakademie der Russischen Streitkräfte, das er 2010 abschloss.
Seit 2014 ist Klimow stellvertretender Leiter der Stelle für die Auswahl von Bürgern für den Militärdienst in der Oblast Kaluga. Er hat den Dienstgrad eines Majors.

## Politik
Klimow wurde 2005 als Einzelbewerber im Wahlkreis 15 zum Abgeordneten der Legislativversammlung der Oblast Kaluga gewählt, der er bis 2010 angehörte.
Bei der Wahl der Legislativversammlung 2019 wurde er über die Liste von Einiges Russland zum Abgeordneten der Legislativversammlung von Sewastopol gewählt.

## Auszeichnungen
- Tapferkeitsorden
- Schukow-Medaille
- Medaille „Für militärische Tapferkeit“
- Medaille „Für besondere Verdienste im Militärdienst“ II. Grad
- Medaille „Für besondere Verdienste im Militärdienst“ III. Grad